# Yeti-Krabbe
Die Yeti-Krabbe (Kiwa hirsuta, englisch yeti crab) ist eine Art der Krebstiere aus der Familie der Kiwaidae. Sie lebt auf den hydrothermalen Feldern der Tiefsee in etwa 2200 Metern Tiefe. Diese Felder sind durch Schlote, die sogenannten Schwarzen Raucher, charakterisiert. Zu ihrem Trivialnamen kam sie wegen ihrer gänzlich weißen Erscheinung und Borsten an den Gliedmaßen. Der Namensgeber war dabei das Fabelwesen Yeti.

## Morphologie

### Größe und Farbe
Der Carapax der Yeti-Krabbe war beim Holotypus 5,15 Zentimeter, mitsamt dem Rostrum 5,86 Zentimeter lang. Inklusive Chelipeden (Scheren) misst das Tier gestreckt ungefähr 15 Zentimeter. Der Carapax ist etwa ein Drittel länger als breit. Die Yeti-Krabbe ist bis auf gelbe Dornen an den Extremitäten der Chelipeden vollständig weiß.

### Körperbau
Die dorsale Oberfläche des Carapax ist glatt; Breite und die Länge des Telsons (hinterstes Körpersegment) stimmen in etwa überein. Das Telson ist durch eine Quernaht in einen vorderen und hinteren Teil gegliedert.
Die Vorderlippe ist etwas schräg und durch kleine Zähne in der Nähe des Rostrums gekennzeichnet. Das breite und dreieckige Rostrum ist dorsal (rückenwärts) leicht konkav. Weiters ist es an der Seite rau und mit langen Borsten versehen, und die ventrale (untere bzw. bauchwärtige) Seite ist schüsselförmig. Eine schräge, in der Mitte gelegene Sutur (Naht) trennt den vorderen vom hinteren Teil ihres Körpers. Der Ansatz der fünften Pereiopoden ist nicht sichtbar, er ist unter dem Plastron (Schild des „Bauches“, ventral gelegen) zu finden.
Mit der Lebensweise in der vollkommen lichtlosen Tiefsee ging eine Reduktion der Augen einher: Sie sind bei der Yeti-Krabbe nur noch als häutiges Rudiment ohne Pigmente vorhanden, woraus Blindheit resultiert. Daher muss sich die Yeti-Krabbe auf ihre Antennen und anderen Sinne verlassen; eventuell spielen die Borsten eine Rolle in der Wahrnehmung als Sensoren von Wasserwirbeln und anderem. Den Antennen fehlen Schuppen.
Sowohl Laufbeine als auch Chelipeden sind von dicht stehenden Borsten sowie von etlichen Stachelreihen bedeckt. Die Stacheln der Yeti-Krabbe sind durch eine körnige, gelbe Zeichnung und einen „Schopf“ aus langen, federartigen und dicht stehenden Borsten charakterisiert. Zur Mitte hin und bauchwärts sind die Borsten dichter als seitlich und rückenwärts. Den Stacheln auf den vorderen Teilen der Chelipeden fehlt dieses schopfartige Gebilde.
Die Chelipeden sind annähernd symmetrisch, dreieckig und etwas mehr als doppelt so lang wie der Carapax mit Rostrum. Sie sind nicht von Borsten besetzt. Die auf den Scheren befindlichen Stacheln werden kleiner, je weiter sie vom Rumpf entfernt sind, und fehlen schließlich vollständig. Die Finger sind beweglich, und zum Körper hin folgt einem scharfen Rand mit glatten, flachen und speziell zur Mitte stark hornigen Schuppen ein gezähnter Bereich.

### Borsten
Die Borsten gehören zu den besonderen Merkmalen der Yeti-Krabbe, da sie in sehr großer Zahl vorhanden sind. Die Peraeopoden und teilweise auch die Chelipeden sind von solchen Borsten übersät. Die Borsten sind sehr flexibel, etwa 15 Millimeter lang und vor allem im distalen, also abseits des Körpers befindlichen, Bereich mit fadenförmigen Bakterien besetzt. Diese Bakterien sind vermutlich Bestandteil der Nahrung. Einige Borsten sind im Schnitt nur 13 Millimeter lang und nicht von Bakterien besetzt, jedoch deutlich härter, mit Widerhaken besetzt und enden in einem Dorn.

## Lebensweise
Über die Lebensweise der Yeti-Krabbe sind wie bei anderen Tiefseebewohnern nur spärliche Erkenntnisse vorhanden. Die Tiere kommen in einer Dichte von ein bis zwei Tieren pro 10 Quadratmeter in der Nähe von aktiven hydrothermalen Schloten oder an der Basis solcher Schlote vor. Sie leben dort zusammen mit Muscheln der Gattung Bathymodiolus, Krebstieren der Gattung Munidopsis, Krabben der Gattung Bythograea und Meeresschnecken aus der Familie Buccinidae. Die Tiere sind wahrscheinlich ebenso wie verwandte Krebse Allesfresser; bei der Entdeckung wurden Yeti-Krabben beobachtet, die das Fleisch von durch die Sammelaktivitäten beschädigten Muscheln fraßen.

## Verbreitung
Bis jetzt sind Vorkommen der Yeti-Krabbe von drei hydrothermalen Feldern bekannt. Dabei handelt es sich um Sebastian's Steamer (37° 47′48′ S, 110° 54′85′ W, Tiefe 2204 Meter), Pâle Étoile (37° 47′36′ S, 110° 54′85 W, Tiefe 2215 Meter) und Annie's Anthill (37° 46′49′ S, 110° 54′72′ W, Tiefe 2228 Meter). Alle drei Felder liegen nah beieinander im südlichen Pazifik, südlich der Osterinsel. Eventuell sind noch Vorkommen an anderen hydrothermalen Feldern vorhanden. Im Moment wird vermutet, dass die Juan-Fernández-Platte, eine kleine tektonische Platte, geologisch gesehen die nördliche Verbreitungsgrenze der Yeti-Krabbe markiert.
Im Atlantik wird ein ähnlich temperierter, isolierter Lebensraum von der Hoff-Krabbe besiedelt, die auch eine ähnliche Ernährung entwickelt hat.

## Systematik
Innerhalb der Crustacea befindet sich die Yeti-Krabbe in der Gruppe der Mittelkrebse (Anomura); anders als der irreführende Name vermuten lässt, gehört das Tier nicht zur Gruppe der Krabben (Brachyura). Wegen ihrer vielen einzigartigen Merkmale wurde für die Yeti-Krabbe eine eigene Überfamilien aufgestellt, die Kiwaoidea. Auch molekularbiologische Untersuchungen an der DNA aus den Muskeln der Yeti-Krabbe belegten deutliche Unterschiede zu anderen Gruppen von Krebstieren und zu anderen Familien der Galatheoidea (Spring- und Porzellankrebse).
Offensichtlich ist die Familie Kiwaidae den Familien Chirostylidae, Galatheidae (Springkrebse) und Porcellanidae (Porzellankrebse) näher als der Aeglidae. Die oberflächlichen Ähnlichkeiten zu den Chirostylidae bestehen aus gemeinsamen Merkmalen an den Antennen und den dritten Maxillipeden, einer transversen Naht am Telson sowie dem Sternum ohne eine Platte des letzten am Thorax gelegenen Somits. Einige Ähnlichkeiten bestehen auch zur Aeglidae, in Form von Sterniten zwischen den dritten Maxillipeden, allerdings trennen bei der Aeglidae kalzifizierte Gebilde, die optisch Linien gleichen, den Carapax in verschiedene Regionen. Diese Linien sind bei der Kiwaidae nicht vorhanden. Zu den deutlichen Unterschieden zwischen den Chirostylidae und den Kiwaidae gehören unter anderem die fehlenden Antennenschuppen sowie die reduzierten Augen bei der Yeti-Krabbe, der größere Sternit zwischen den dritten Maxillipeden bei der Familie Kiwaidae, der nicht sichtbare Ansatz der fünften Peraeopoden sowie mehrere weitere Merkmale, unter anderem die Präsenz von Furchen auf der Oberfläche des Carapax von Kiwa.
Neueren Untersuchungen folgend, wurde die Familie der Kiwaidae in die Überfamilie Chirostyloidea gestellt. Nach der Entdeckung einer zweiten Kiwa-Art (Kiwa puravida) ist die Gattung nicht mehr monotypisch.

## Forschungsgeschichte
Die Yeti-Krabbe wurden von den Wissenschaftlern Enrique Macpherson (Spanien, Centro de Estudios Avanzados de Blanes (CSIC)), William Jones (USA, Monterey Bay Aquarium Research Institute (MBARI)) und Michel Segonzac (Frankreich, Ifremer) im Jahre 2005 als Kiwa hirsuta erstbeschrieben. Der Gattungsname Kiwa ist zugleich die Bezeichnung für die polynesische Göttin der Krebstiere (die Yeti-Krabbe wurde etwa 1500 Kilometer südlich der Osterinsel entdeckt), der artbezeichnende zweite Teil (Epitheton) des wissenschaftlichen Namens, hirsuta, bedeutet „haarig“. Das Forschungsschiff PAR 5 (Pacific-Antarctic Ridge 5) fuhr im Zeitraum März–April in einer vom MBARI organisierten Expedition zu den besagten hydrothermalen Feldern. Der Krebs wurde mit dem Tiefsee-U-Boot Alvin eingesammelt. Bei der Expedition war nur Michel Segonzac von Ifremer zugegen.
Der dort eingefangene Holotypus befindet sich nun konserviert im Ifremer in Brest.
Entdeckt, aber nicht eingesammelt und beschrieben wurde die Art jedoch schon deutlich früher vom deutschen Forschungsschiff Sonne SO-157 im Jahre 2001. Wegen des eigenartigen Aussehens, das aufgrund der Borsten in gewisser Weise an einen Yeti erinnert, wurde der Krebs so populär, dass in den ersten Wochen nach der Entdeckung in Japan Nachbildungen der Yeti-Krabbe auf den Markt kamen.

## Belege